# Seznam představitelů Německa
Seznam představitelů Německa je přehled hlav v čele Německa od vzniku Německého císařství v roce 1871 až po současnost.

## Němečtí císařové

### Hohenzollernové
| jméno                | portrét | život       | období vlády | rodiče                                           | poznámky                                      |
| -------------------- | ------- | ----------- | ------------ | ------------------------------------------------ | --------------------------------------------- |
| Vilém I. Pruský      |         | 1797 – 1888 | 1871 – 1888  | Fridrich Vilém III. Luisa Meklenbursko-Střelická | od roku 1861 také pruský král                 |
| Fridrich III. Pruský |         | 1831 – 1888 | 1888         | Vilém I. Pruský Augusta Sasko-Výmarská           | vládl pouze 99 dní, číslován jako pruský král |
| Vilém II. Pruský     |         | 1859 – 1941 | 1888 – 1918  | Fridrich III. Pruský Viktorie Sasko-Koburská     | jeho abdikací císařství zaniklo               |

### Titulární císařové (po roce 1918)

#### Hohenzollernové
| jméno                      | portrét | život       | titul nárokován | rodiče                                                          | poznámky                     |
| -------------------------- | ------- | ----------- | --------------- | --------------------------------------------------------------- | ---------------------------- |
| Vilém II. Pruský           |         | 1859 – 1941 | 1918 – 1941     | Fridrich III. Pruský Viktorie Sasko-Koburská                    | do roku 1918 vládnoucí císař |
| korunní princ Vilém Pruský |         | 1882 – 1951 | 1941 – 1951     | Vilém II. Pruský Augusta Viktorie Šlesvicko-Holštýnská          |                              |
| Ludvík Ferdinand Pruský    |         | 1907 – 1994 | 1951 – 1994     | Vilém Pruský (1882–1951) Cecílie Meklenbursko-Schwerinská       |                              |
| Jiří Fridrich Pruský       |         | *1976       | od 1994         | Ludvík Ferdinand Pruský (1944) Donata Castellsko-Rüdenhausenská | vnuk předešlého              |

## Seznam prezidentů Německa
- Seznam říšských prezidentů (1918–1945)

| Č. | Jméno               | Funkce                  | Nástup do úřadu | Opuštění úřadu  | Strana |
| -- | ------------------- | ----------------------- | --------------- | --------------- | ------ |
| 1. | Friedrich Ebert     | říšský prezident        | 11. února 1919  | 28. února 1925  | SPD    |
| 2. | Paul von Hindenburg | říšský prezident        | 12. května 1925 | 2. srpna 1934   | –      |
| 3. | Adolf Hitler        | führer a říšský kancléř | 2. srpna 1934   | 30. dubna 1945  | NSDAP  |
| 4. | Karl Dönitz         | říšský prezident        | 1. května 1945  | 23. května 1945 | NSDAP  |

- Seznam nejvyšších představitelů Německé demokratické republiky (1949–1990)

| Č. | Jméno                      | Funkce                           | Nástup do úřadu  | Opuštění úřadu   | Strana |
| -- | -------------------------- | -------------------------------- | ---------------- | ---------------- | ------ |
| 1. | Wilhelm Pieck              | státní prezident                 | 11. října 1949   | 7. září 1960     | SED    |
| 2. | Walter Ulbricht            | předseda státní rady             | 12. září 1960    | 1. srpna 1973    | SED    |
| 3. | Willi Stoph                | předseda státní rady             | 3. října 1973    | 29. října 1976   | SED    |
| 4. | Erich Honecker             | předseda státní rady             | 29. října 1976   | 24. října 1989   | SED    |
| 5. | Egon Krenz                 | předseda státní rady             | 24. října 1989   | 6. prosince 1989 | SED    |
| 6. | Manfred Gerlach            | předseda státní rady             | 6. prosince 1989 | 5. dubna 1990    | LDPD   |
| 7. | Sabine Bergmannová-Pohlová | prezidentka lidového shromáždění | 5. dubna 1990    | 2. října 1990    | CDU    |

- Seznam prezidentů Spolkové republiky Německo (1949–současnost)

| Č.  | Jméno                   | Funkce             | Nástup do úřadu  | Opuštění úřadu  | Strana      |
| --- | ----------------------- | ------------------ | ---------------- | --------------- | ----------- |
| 1.  | Theodor Heuss           | spolkový prezident | 13. září 1949    | 12. září 1959   | FDP         |
| 2.  | Heinrich Lübke          | spolkový prezident | 13. září 1959    | 30. června 1969 | CDU         |
| 3.  | Gustav Heinemann        | spolkový prezident | 1. července 1969 | 30. června 1974 | SPD         |
| 4.  | Walter Scheel           | spolkový prezident | 1. července 1974 | 30. června 1979 | FDP         |
| 5.  | Karl Carstens           | spolkový prezident | 1. července 1979 | 30. června 1984 | CDU         |
| 6.  | Richard von Weizsäcker  | spolkový prezident | 1. července 1984 | 30. června 1994 | CDU         |
| 7.  | Roman Herzog            | spolkový prezident | 1. července 1994 | 30. června 1999 | CDU         |
| 8.  | Johannes Rau            | spolkový prezident | 1. července 1999 | 30. června 2004 | SPD         |
| 9.  | Horst Köhler            | spolkový prezident | 1. července 2004 | 31. května 2010 | CDU         |
| 10. | Christian Wulff         | spolkový prezident | 2. července 2010 | 17. února 2012  | CDU         |
| 11. | Joachim Gauck           | spolkový prezident | 18. března 2012  | 18. března 2017 | bezpartijní |
| 12. | Frank-Walter Steinmeier | spolkový prezident | 19. března 2017  | ve funkci       | SPD         |

## Seznam spolkových kancléřů
- Seznam spolkových kancléřů Spolkové republiky Německo (1949–současnost)

| Č.  | Jméno                | Funkce             | Nástup do úřadu    | Opuštění úřadu     | Strana |
| --- | -------------------- | ------------------ | ------------------ | ------------------ | ------ |
| 1.  | Konrad Adenauer      | spolkový kancléř   | 16. září 1949      | 15. října 1963     | CDU    |
| 2.  | Ludwig Erhard        | spolkový kancléř   | 16. října 1963     | 1. prosince 1966   | CDU    |
| 3.  | Kurt Georg Kiesinger | spolkový kancléř   | 1. prosince 1966   | 21. října 1969     | CDU    |
| 4.  | Willy Brandt         | spolkový kancléř   | 21. října 1969     | 16. května 1974    | SPD    |
| 5.  | Helmut Schmidt       | spolkový kancléř   | 16. května 1974    | 1. října 1982      | SPD    |
| 6.  | Helmut Kohl          | spolkový kancléř   | 1. října 1982      | 27. října 1998     | CDU    |
| 7.  | Gerhard Schröder     | spolkový kancléř   | 27. října 1998     | 22. listopadu 2005 | SPD    |
| 8.  | Angela Merkelová     | spolková kancléřka | 22. listopadu 2005 | 8. prosince 2021   | CDU    |
| 9.  | Olaf Scholz          | spolkový kancléř   | 8. prosince 2021   | 6. května 2025     | SPD    |
| 10. | Friedrich Merz       | spolkový kancléř   | 6. května 2025     | úřadující          | CDU    |